# Orguz
Orguz je naseljeno mjesto u gradu Livnu, Federacija Bosne i Hercegovine, BiH.

## Zemljopis
Orguz je udaljen od Livna 14 km u smjeru jugozapada u podnožju planine Kamešnice.
Ima poštu, osnovnu školu (nekad središnju, a danas područni odjel OŠ Livno) i matični ured, a sastoji se od 4 dijela i to Novo selo, Čakori, Srednji Orguz i Gradina. Pripada župi Čuklić koju čine 6 podkamešničkih sela Lipa, Čuklić, Ćosanlije, Tribić, Orguz i Prolog.

## Povijest
Prvi put se spominje 1400. g. u darovnici kralja Stjepana Ostoje Hrvoju Vukčiću Hrvatiniću. Ispod sela teče potok Jaruga koji ponire u Salapića ponore, a iznad dominira pretpovijesna Gradina s koje se pruža pogled na cijeli livanjski kraj pa i dalje. Postoje i vidljivi ostatci rimske ceste koja je spajala Lipu s Prologom. S Gradine se može vidjeti i sam vrh Sveti Jure na planini Biokovi kod Makarske. Na području sela na mjestu koje se zove Jova Struga nalazi se stećak koji u narodu ima ime Mašet i za kojeg su vezane mnoge legende.

## Stanovništvo

### Popisi 1971. – 1991.
| Orguz              |              |              |              |
| godina popisa      | 1991.        | 1981.        | 1971.        |
| Hrvati             | 822 (99,63%) | 856 (98,27%) | 861 (99,76%) |
| Muslimani          | 0            | 0            | 1 (0,11%)    |
| Srbi               | 0            | 0            | 0            |
| Jugoslaveni        | 0            | 3 (0,34%)    | 0            |
| ostali i nepoznato | 3 (0,36%)    | 12 (1,37%)   | 1 (0,11%)    |
| ukupno             | 825          | 871          | 863          |

### Popis 2013.
| Orguz              |              |
| godina popisa      | 2013.        |
| Hrvati             | 693 (99,71%) |
| Bošnjaci           | 1 (0,14%)    |
| Srbi               | 1 (0,14%)    |
| ostali i nepoznato | 0            |
| ukupno             | 695          |

Danas Orgužana ima u cijelom svijetu (Australija, Amerika), u zemljama Europske unije na "privremenom" radu (Njemačka, Austrija, Francuska, Slovenija)  i sa stalnim prebivalištem u raznim mjestima diljem Republike Hrvatske   - Kaštela, Trogir, Split, Solin, Zagreb, Dugo Selo, Velika Gorica, Osijek, Vinkovci, Vukovar, Kutina, Bjelovar, Rijeka, Rovinj, Ivanić-Grad, Lipik, Novska, Zabok... 

## Poznate osobe
- Ruža Zubac-Ištuk, književnica

## Šport
- NK Hajduk Orguz